# Euphaedra preussoides
Euphaedra preussoides är en fjärilsart som beskrevs av Carpenter 1935. Euphaedra preussoides ingår i släktet Euphaedra och familjen praktfjärilar. Inga underarter finns listade i Catalogue of Life.